# Fernando Vaz (football)
Pour les articles homonymes, voir Vaz.
Ne doit pas être confondu avec Fernando Vaz (médecin).
Fernando Vaz, de son nom complet Fernando Gomes Ribeiro Vaz, est un footballeur, entraîneur, portugais né le 5 août 1918 à Benguela dans la colonie portugaise de l'Angola. Il décède le 25 août 1986. Il s'est aussi distingué comme journaliste.
Il a aussi été élu conseiller municipal de Lisbonne sous l'étiquette du Parti socialiste.
En 2010, sa veuve reçoit en son nom la médaille d'honneur de la ville de Setúbal, dans le cadre des 100 ans du club local.

## Biographie

### Joueur
Né en Angola, il rentre au Portugal (Vila Porca de Murça), à l'âge d'un an, en raison de la mort de son père (entrepreneur dans commerce du caoutchouc), et à neuf ans, il rejoint l'orphelinat de Casa Pia, institution où il suit des cours de commerce. Il commence à travailler à 16 ans auprès du "Banco Lisboa & Açores", où il est chargé des relations avec les pays étrangers, ce qui lui permet ainsi de maîtriser le français et l'anglais.
Il y découvre aussi le football, et commence à jouer dans les équipes jeunes de l'orphelinat, et c'est parmi ces jeunes qu'il est découvert par Arthur John. Il est alors âgé de 17 ans et rejoint directement l'équipe première. Il fait donc partie de l'équipe du Casa Pia AC qui en 1938-1939 a participé au championnat national de la 1re division (seule fois dans l'histoire du club). Il est un des principaux acteurs de cette montée surtout grâce au but décisif qui fait triompher le Casa Pia AC 2 à 1 face à l'União de Lisboa, match décisif pour la montée, joué au "Campo Grande".
À 22 ans il décide de mettre fin à sa carrière de footballeur en raison des exigences de son emploi de commis de banque, tout en s'instruisant sur les techniques et tactiques du football, et cela essentiellement auprès du "Mestre" Cândido de Oliveira. Quelques années plus tard, à l'âge de 26 ans, il quitte son emploi à la banque et ouvre une entreprise qui n'a pas fonctionné, et deux ans après devient chômeur.

### Entraîneur
Fernando Vaz a été l'un des meilleurs entraîneurs portugais, ayant laissé sa marque dans tous les clubs par où il est passé.
En 1947 il arrive au Sporting Clube de Portugal, son club de cœur, comme il l'a souvent dit, où il remplit les fonctions d'entraîneur adjoint de Cândido de Oliveira, son ami. Même après son départ il reste au  Sporting, sous les ordres de Sándor Peics et de l'anglais Randolph Galloway, contribuant ainsi à la conquête de trois championnats et d'une Coupe du Portugal, pendant les quatre saisons au cours desquelles il a été entraîneur adjoint du club.
Arrivé à Belenenses en 1951, en remplacement d'Augusto Silva. Il obtient ainsi sa première expérience en tant qu'entraîneur principal. Tandis que durant la même période il retrouve Cândido de Oliveira, en étant son adjoint au sein de l'équipe nationale. Il réalise avec le Belenenses une belle saison terminant 4e du championnat élite portugais, avec le même nombre de points que le FC Porto 3e. Pourtant, à la fin de la saison 1951-1952, lors de la "liguilha" (barrage entre 1re et 2e division), il prend les destinées du Vitória Setúbal, qui évolue en 2e division nationale dans le but de revenir au plus haut niveau du football portugais. Les dirigeants de Belenenses ayant accepté la demande spéciale des "sadinos". Fernando Vaz et son action se révèlent décisif afin d'assurer la montée à la 1re division nationale, et cela cèle les fondements d'un amour entre le club de Setúbal, et Fernando Vaz. De retour au CF Belenenses a saison suivante il termine sur le podium, avec dans ses rangs le meilleur buteur du championnat, Matateu. Mais au terme de cette dernière il est appelé à devenir l'entraîneur du SC Braga. Où il laisse de bons souvenirs, où l'excellence du football pratiqué par son équipe (victoire 5-0 face à Benfica et 7-0 face Belenenses), fait que le Sporting local est surnommé l'"Arsenal do Minho". Après il est appelé en sélection afin de gérer en tant qu'entraîneur adjoint, les rouges et verts nationaux.
Après une première expérience au FC Porto, qui n'a duré que moins d'un mois (29 décembre 1952 au 23 janvier 1953) lors de la saison 1952-53 (en remplacement de l'Italien Lino Taiolli), il cède sa place à son ami Cândido. Il y retourne pour la saison 1954-1955. Lors de son passage à Porto il est essentiellement associé à un match amical historique joué à l'Estádio das Antas, face au Real Madrid de Di Stefano. La victoire du FC Porto, 5 à 2, eu un retentissement dans toute l'Europe car l'équipe de Madrid était à l'époque considérée, comme la meilleure du Vieux Continent. Malheureusement le fait de terminer à la quatrième place du championnat et d'être éliminé en huitième de finale de la Coupe du Portugal, font qu'à la fin de la saison il quitte son poste.
Il reste dans le nord du Portugal et part rejoindre le V. Guimarães, qui évolue en deuxième division. Le championnat débute de la pire façon, avec quatre défaites consécutives. Il est obligé de faire quelques changements qui se sont avérés essentiels, et permet au V. Guimarães, d'être à la 3e place à la mi saison, puis termine 2e de la Zone Nord, obligeant le club de Guimarães, à passer un tour de barrage face à l'Académica pour accéder à la première division, après un match aller se concluant par un nul (1-1), le match retour a lieu à Coimbra où malheureusement son équipe concède un but éliminatoire.
Après un passage par le Caldas SC, il est de retour dans la première capitale de l'histoire portugaise. Le Vitória Guimarães, qui végète toujours en ligue inférieure. Tout comme en 1956, il doit passer par les barrages, face au SC Salgueiros, avant-dernier du championnat de première division. Guimarães, réalise l'exploit en gagnant à l'extérieur 2 buts à 1, le match retour a lieu le 15 juin 1958 et se solde par un match nul de 2 buts partout, et ainsi cèle définitivement la montée. Des problèmes financiers, et une vacance de président, font qu'il ne renouvelle pas.
Il est de retour à Belenenses lors de la saison 1958-59 où à nouveau il accède à la troisième place. Cette année Belenenses lutte pour le titre, avec Benfica, et le FC Porto, devant l'autre grand le Sporting Portugal. Rappelé par ce dernier à venir coaché l'équipe première, il a au moment de son départ quelques mots désagréables envers le club, et Matateu.
Lors de la saison 1959-1960, il prend en main le club de ses débuts le "grand" Sporting. Il est congédié après un nul à domicile face à l'Académica de Coimbra, à un moment où tout semble encore jouable dans le championnat.
Il rejoint le CUF, où il obtient certains des meilleurs résultats du club. Comme il l'avait déjà fait dix ans auparavant il rejoint à la fin de la saison 1961-62, le Vitória Setúbal, une nouvelle fois afin de les faire monter en première division lors de la "liguilha".
Malgré ces soucis lors de son dernier passage il est de retour à Belenenses en 1962, et obtient une excellente 4e place. Il mène l'équipe en Coupe des villes de foires, où il oblige le FC Barcelone à un match de barrage (défaite 3 à 2). En Coupe du Portugal de football, il est là aussi contraint à un match de barrage pour accéder à la finale, face au Vitória Guimarães. Cette saison reste pour lui la meilleure avec Belenenses. La saison suivante il repart auréolé de son excellente saison passée, de nouveau en Coupe des villes de foires, il atteint les 1/8 de finale s'inclinant face à l'AS Roma, après avoir battu au premier tour les yougoslaves du NK Trešnjevka. Il ne termine pas la saison, en raison d'un désaccord avec les dirigeants du club et son choix de ne pas faire jouer la star du Belenenses, le mythique Matateu, il est remplacé par l'espagnol Ángel Zubieta.
En 1964, il est de retour au Vitória Setúbal, mais cette fois-ci pour une saison complète. Il y obtient ses meilleurs résultats, notamment en Coupe du Portugal, où il dispute quatre finales consécutives tout en remportant deux d'entre elles, dont l'une contre le Benfica Lisbonne, en 1965 (3-1) et en 1967, lors de la finale la plus longue de tous les temps (144 minutes, la séance de tirs au but n'étant pas encore appliquée, le match continuait jusqu'à ce qu'un but soit marqué afin de départager les deux clubs) face à l'Académica. Lors de sa dernière saison au club, il réalise une excellente prestation en C3, battant Linfield, l'Olympique lyonnais, et la Fiorentina. Les "sadinos s'inclinent face au futur vainqueur de la compétition, l'équipe anglaise de Newcastle. Après un match aller disputé en Angleterre sous une neige lourde, le "Vitória"" est écrasé 5 à 1. Le match retour est mémorable et reste à jamais inscrit dans la mémoire des supporters de Setúbal, les verts et blancs mènent assez rapidement 3 buts à 0, ne leur restant qu'un seul but à marquer afin de se qualifier pour une demi-finale. Malgré les assauts répétés face aux cages anglaises. Ce sont ces derniers qui marquent le but anéantissant les espoirs lusitaniens qui n'arrivent à rien face à une équipe Britannique, plus expérimentée et qui a su bien défendre jusqu'à la fin.
Après cinq saisons passées au Vitória Setúbal, il retourne Sporting Portugal lors de la saison 1969-1970, après avoir refusé des propositions financières beaucoup plus intéressantes en provenance de clubs espagnols qui voulaient louer ses services, comme l'Atletico Madrid, le Valence CF, le Real Valladolid, Las Palmas, le Real Majorque, le Deportivo La Corogne et l'Espanyol Barcelone. Il obtient immédiatement le titre de champion national, la saison suivante, il remporte sa troisième Coupe du Portugal, avec une nette victoire 4-1 sur, à nouveau, le Benfica Lisbonne. En litige avec le Conseil et sous des accusations liées à l'utilisation de substances dopantes, il rejoint Coïmbra et son club l'Académica où il n'arrive pas à temps pour les sauver de la descente. La saison suivante, il leur permet de revenir en 1re Division, obtenant ainsi le titre de Champion national de 2e division.
Après le 25 avril 1974, il est un ardent partisan de la création de l'Association des entraîneurs.
Passé par l'Atlético Portugal au début de la saison 1974-1975, il la termine au SC Beira-Mar, et assure, une nouvelle montée en première division. Puis un nouveau retour à Setúbal (saison 1976-1977) obtenant une méritoire 6e place au classement général. Il commence la saison 1977-1978, mais en raison de mauvais résultats, il est remplacé par Carlos Cardoso. Puis il met fin à sa carrière d'entraîneur à Madère, au sein du CS Marítimo en remplacement de Pedro Gomes. Il permet à l'équipe de se maintenir en première division. Il signe pour une nouvelle saison, mais à l'issue des matches allers (dernier avec 7 points), il cède sa place à Manuel Oliveira après une nouvelle défaite à domicile face à son ancien club du Beira-Mar.
Il termine ainsi sa carrière d'entraîneur de football, et se consacre à plein temps au journalisme.

### Sélectionneur
Il débute en tant qu'adjoint de Cândido de Oliveira. Après cette période, avec ce dernier, il prend en main l'équipe nationale du Portugal en décembre 1954, à la suite de la démission de Salvador do Carmo, il ne dispute qu'un match, match perdu 3 à 0 face à l'Allemagne, alors champion du monde (Suisse 1954).

### Carrière journalistique
Alors sans emploi, il écrit régulièrement dans la section des sports du Diário de Lisboa ainsi que dans la revue Stadium, puis invité, en 1946, par Cândido de Oliveira, avec qui il a une relation amicale et privilégiée, à se joindre à un groupe de rédacteurs du journal A Bola, dont il deviendra rédacteur en chef. Après avoir mis un terme à sa carrière d'entraîneur, il se consacre au journalisme, à nouveau dans les colonnes du journal A Bola, il meurt le 25 août 1986 à l'âge de 68 ans, quelques heures après avoir terminé sa dernière chronique sur le match Belenenses, Rio Ave.

## Statistiques

### Joueur
| Championnats | Championnats | Championnats          | Championnats  | Championnats  | Coupes nationales | Coupes nationales | Coupes continentales | Coupes continentales | Sélection Portugal | Sélection Portugal | Total         | Total         |
| Saison       | Club         | Pays                  | Matches       | Buts          | Matches           | Buts              | Matches              | Buts                 | Matches            | Buts               | Matches       | Buts          |
| ------------ | ------------ | --------------------- | ------------- | ------------- | ----------------- | ----------------- | -------------------- | -------------------- | ------------------ | ------------------ | ------------- | ------------- |
| 1935-36      | Casa Pia     | DII Série 6           | inconnu       | inconnu       | inconnu           | inconnu           | inconnu              | inconnu              | 0                  | 0                  | incomplet     | incomplet     |
| 1936-37      | Casa Pia     | DII Série 6           | inconnu       | inconnu       | inconnu           | inconnu           | inconnu              | inconnu              | 0                  | 0                  | inconnu       | inconnu       |
| 1937-38      | Casa Pia     | DII Série 7           | inconnu       | inconnu       | inconnu           | inconnu           | inconnu              | inconnu              | 0                  | 0                  | inconnu       | inconnu       |
| 1938-39      | Casa Pia     | I Divisão             | 2             | 0             | inconnu           | inconnu           | inconnu              | inconnu              | 0                  | 0                  | inconnu       | inconnu       |
| 1939-40      | Casa Pia     | DII Série Estremadura | inconnu       | inconnu       | inconnu           | inconnu           | inconnu              | inconnu              | 0                  | 0                  | inconnu       | inconnu       |
| Total        | Total        | Total                 | incomplet (2) | incomplet (0) | 0                 | 0                 | 0                    | 0                    | 0                  | 0                  | incomplet (2) | incomplet (0) |

### Entraîneur
Le tableau ci-dessous, comprend tous les matches officiels hors matches amicaux.
| Résultats | Résultats            | Résultats  | Résultats | Résultats | Résultats | Résultats           | Total   | Total   | Total   | Total   |
| Saison    | Club                 | Pays       | V.        | N.        | D.        | Cl.                 | Titres  | % V.    | % N.    | % D.    |
| --------- | -------------------- | ---------- | --------- | --------- | --------- | ------------------- | ------- | ------- | ------- | ------- |
| 1951-52   | Os Belenenses        | I Divisão  | Inconnu   | Inconnu   | Inconnu   | 4e                  | 0       | Inconnu | Inconnu | Inconnu |
| 1951-52   | V. Setúbal           | II Divisão | Inconnu   | Inconnu   | Inconnu   | Inconnu             | Inconnu | Inconnu | Inconnu | Inconnu |
| 1952-53   | FC Porto             | I Divisão  | 2         | 0         | 0         | Saison non terminée | 0       | 100%    | 0%      | 0%      |
| 1952-53   | Os Belenenses        | I Divisão  | 15        | 6         | 7         | 3e                  | 0       | 53,57   | 21,43   | 25      |
| 1953-54   | SC Braga             | I Divisão  | Inconnu   | Inconnu   | Inconnu   | 5e                  | 0       | Inconnu | Inconnu | Inconnu |
| 1954-55   | FC Porto             | I Divisão  | 13        | 6         | 9         | 4e                  | 0       | 46,43%  | 21,43%  | 32,14%  |
| 1955-56   | V. Guimarães         | II Divisão | 19        | 3         | 6         | 2e Z.Nord           | 0       | 67,86%  | 10,71%  | 21,43%  |
| 1956-57   | Caldas SC            | I Divisão  | 7         | 8         | 15        | 12e                 | 0       | 23,33%  | 26,67%  | 50%     |
| 1957-58   | V. Guimarães         | II Divisão | 19        | 4         | 5         | 1er Z. Nord         | 0       | 67,86%  | 14,28%  | 17,86%  |
| 1958-59   | Os Belenenses        | I Divisão  | 20        | 7         | 5         | 3e                  | 0       | 62,50   | 21,88   | 15,62   |
| 1959-60   | Sporting Portugal    | I Divisão  | 12        | 3         | 1         | Saison non terminée | 0       | 75%     | 18,75%  | 6,25%   |
| 1959-60   | GD CUF               | I Divisão  | Inconnu   | Inconnu   | Inconnu   | 6e                  | 0       | Inconnu | Inconnu | Inconnu |
| 1960-61   | GD CUF               | I Divisão  | 14        | 6         | 12        | 6e                  | 0       | 43,75%  | 18,75%  | 37,50%  |
| 1961-62   | GD CUF               | I Divisão  | 17        | 5         | 9         | 4e                  | 0       | 54,84%  | 16,13%  | 29,03%  |
| 1961-62   | V. Setúbal           | II Divisão | 4         | 1         | 1         | 1er Liguilha        | 0       | 66,66%  | 16,67%  | 16,67%  |
| 1962-63   | Os Belenenses        | I Divisão  | 23        | 8         | 9         | 4e                  | 0       | 57,50%  | 20%     | 22,50%  |
| 1963-64   | Os Belenenses        | I Divisão  | 17        | 4         | 8         | Saison non terminée | 0       | 58,62%  | 13,79%  | 27,59%  |
| 1963-64   | V. Setúbal           | I Divisão  | 3         | 3         | 3         | 7e                  | 0       | 33,33%  | 33,33%  | 33,33%  |
| 1964-65   | V. Setúbal           | I Divisão  | 25        | 4         | 9         | 6e                  | 1       | 65,79%  | 10,53%  | 23,68%  |
| 1965-66   | V. Setúbal           | I Divisão  | 17        | 7         | 11        | 5e                  | 0       | 48,57%  | 20%     | 31,43%  |
| 1966-67   | V. Setúbal           | I Divisão  | 17        | 9         | 11        | 5e                  | 1       | 45,95%  | 24,32%  | 29,73%  |
| 1967-68   | V. Setúbal           | I Divisão  | 22        | 11        | 9         | 5e                  | 0       | 52,38%  | 26,19%  | 21,43%  |
| 1968-69   | V. Setúbal           | I Divisão  | 20        | 9         | 7         | 4e                  | 0       | 55,55%  | 25%     | 19,45%  |
| 1969-70   | Sporting Portugal    | I Divisão  | 29        | 7         | 3         | 1er                 | 1       | 74,36%  | 17,95%  | 7,69%   |
| 1970-71   | Sporting Portugal    | I Divisão  | 23        | 9         | 6         | 2e                  | 1       | 60,53%  | 23,68%  | 15,79%  |
| 1971-72   | Sporting Portugal    | I Divisão  | 14        | 4         | 4         | Saison non terminée | 0       | 63,64%  | 18,18%  | 18,18%  |
| 1971-72   | Académica de Coimbra | I Divisão  | 2         | 1         | 3         | 14e                 | 0       | 33,33%  | 16,67%  | 50%     |
| 1972-73   | Académica de Coimbra | II Divisão | 26        | 5         | 4         | 1er Z. Nord         | 1       | 74,29%  | 14,28%  | 11,43%  |
| 1973-74   | Académica de Coimbra | I Divisão  | 7         | 5         | 12        | Saison non terminée | 0       | 29,17%  | 20,83%  | 50%     |
| 1974-75   | Atlético             | I Divisão  | 4         | 4         | 8         | Saison non terminée | 0       | 25%     | 25%     | 50%     |
| 1974-75   | SC Beira-Mar         | II Divisão | Inconnu   | Inconnu   | Inconnu   | 2e Z. Nord          | 0       | Inconnu | Inconnu | Inconnu |
| 1975-76   | SC Beira-Mar         | I Divisão  | 6         | 9         | 16        | 13e                 | 0       | 19,35%  | 29,03%  | 51,62%  |
| 1976-77   | V. Setúbal           | I Divisão  | 16        | 7         | 12        | 6e                  | 0       | 45,71%  | 20%     | 34,29%  |
| 1977-78   | V. Setúbal           | I Divisão  | 8         | 1         | 7         | Saison non terminée | 0       | 50%     | 6,25%   | 43,75%  |
| 1977-78   | CS Marítimo          | I Divisão  | 6         | 3         | 7         | 12e                 | 0       | 37,50%  | 18,75%  | 43,75%  |
| 1978-79   | CS Marítimo          | I Divisão  | 2         | 5         | 10        | Saison non terminée | 0       | 11,76%  | 29,41%  | 58,83%  |

### Coupes continentales
En gras, le club vainqueur.
| Date              | Club              | Compétition | Adversaire         | Résultat |
| ----------------- | ----------------- | ----------- | ------------------ | -------- |
| 3 octobre 1962    | Os Belenenses     | C3          | FC Barcelone       | 1-1      |
| 11 octobre 1962   | Os Belenenses     | C3          | FC Barcelone       | 1-1      |
| 31 octobre 1962   | Os Belenenses     | C3          | FC Barcelone       | 3-2      |
| 25 septembre 1963 | Os Belenenses     | C3          | NK Trešnjevka      | 0-2      |
| 9 octobre 1963    | Os Belenenses     | C3          | NK Trešnjevka      | 2-1      |
| 4 décembre 1963   | Os Belenenses     | C3          | AS Rome            | 2-1      |
| 11 décembre 1963  | Os Belenenses     | C3          | AS Rome            | 0-1      |
| 25 août 1965      | V. Setúbal        | C2          | AGF Aarhus         | 2-1      |
| 19 septembre 1965 | V. Setúbal        | C2          | AGF Aarhus         | 2-1      |
| 9 novembre 1966   | V. Setúbal        | C3          | Juventus           | 3-1      |
| 30 novembre 1966  | V. Setúbal        | C3          | Juventus           | 0-2      |
| 20 septembre 1967 | V. Setúbal        | C2          | Fredrikstad FK     | 1-5      |
| 5 octobre 1967    | V. Setúbal        | C2          | Fredrikstad FK     | 2-1      |
| 8 novembre 1967   | V. Setúbal        | C2          | Bayern Munich      | 6-2      |
| 14 novembre 1967  | V. Setúbal        | C2          | Bayern Munich      | 1-1      |
| 19 septembre 1968 | V. Setúbal        | C3          | Linfield           | 3-0      |
| 9 octobre 1968    | V. Setúbal        | C3          | Linfield           | 1-3      |
| 30 octobre 1968   | V. Setúbal        | C3          | Olympique lyonnais | 5-0      |
| 13 novembre 1968  | V. Setúbal        | C3          | Olympique lyonnais | 1-2      |
| 18 décembre 1968  | V. Setúbal        | C3          | Fiorentina         | 3-0      |
| 18 décembre 1968  | V. Setúbal        | C3          | Fiorentina         | 2-1      |
| 12 mars 1969      | V. Setúbal        | C3          | Newcastle          | 5-1      |
| 26 mars 1969      | V. Setúbal        | C3          | Newcastle          | 3-1      |
| 24 septembre 1969 | Sporting Portugal | C3          | LASK Linz          | 4-0      |
| 1er octobre 1969  | Sporting Portugal | C3          | LASK Linz          | 2-2      |
| 29 octobre 1969   | Sporting Portugal | C3          | Arsenal            | 0-0      |
| 26 novembre 1969  | Sporting Portugal | C3          | Arsenal            | 3-0      |
| 16 septembre 1970 | Sporting Portugal | C1          | Floriana FC        | 5-0      |
| 30 septembre 1970 | Sporting Portugal | C1          | Floriana FC        | 0-4      |
| 21 octobre 1970   | Sporting Portugal | C1          | Carl Zeiss Iéna    | 2-1      |
| 2 novembre 1970   | Sporting Portugal | C1          | Carl Zeiss Iéna    | 1-2      |
| 15 septembre 1971 | Sporting Portugal | C2          | FK Lyn             | 4-0      |
| 29 septembre 1971 | Sporting Portugal | C2          | FK Lyn             | 0-3      |
| 20 octobre 1971   | Sporting Portugal | C2          | Glasgow Rangers    | 3-2      |
| 3 novembre 1971   | Sporting Portugal | C2          | Glasgow Rangers    | 4-3 ap   |

### sélectionneur
| Résultats | Résultats | Résultats | Résultats | Résultats | Résultats | Résultats | Total | Total | Total |
| Saison    | Club      | Pays      | V.        | N.        | D.        | Titres    | % V.  | % N.  | % D.  |
| --------- | --------- | --------- | --------- | --------- | --------- | --------- | ----- | ----- | ----- |
| 1954-55   | Portugal  |           | 0         | 0         | 1         | 0         | 0%    | 0%    | 100%  |
| Total     | Total     | Total     | 0         | 0         | 1         | 0         | 0     | 0     | 100   |

| Date             | Lieu     | Compétition  | Adversaire | Résultat |
| ---------------- | -------- | ------------ | ---------- | -------- |
| 14 décembre 1954 | Lisbonne | Match amical | Allemagne  | 0-3 (D)  |

## Palmarès

### Joueur
- Vainqueur du Championnat de DI de l'AF Lisboa en 1936[7].
- Vainqueur du Championnat de l'"Estremadura" en 1940

### Entraîneur

#### Avec leV. Setúbal
- Vainqueur de la "Taça Costa Verde" en 1965[8].
- Vainqueur de la Coupe du Portugal en 1965 et 1967.
- Vainqueur du "Troféu Ibérico" en 1968.
- Vainqueur du "Troféu Teresa Herrera" en 1968.
- Vainqueur de la "Taça do Tejo" en 1968.
- Vainqueur de la "Taça Ribeiro dos Reis" en 1969.
- Vainqueur du "Troféu Internacional Titanic" en 1969.

#### Avec leSporting Portugal
- Vainqueur du Championnat du Portugal en 1970[9].
- Vainqueur de la "Taça de Honra da AF Lisboa" en 1970 et 1971[10]
- Vainqueur du "Torneio Internacional de Lourenço Marques" en 1970.
- Vainqueur du "Troféu Montilla Moriles" en 1970.
- Vainqueur de la Coupe du Portugal en 1971.
- Vainqueur du "Troféu San Sebastian" en 1971.

##### En tant qu'adjoint
- Vainqueur du Championnat du Portugal en 1948 et 1949 (Entraîneur principal Cândido de Oliveira).
- Vainqueur de la "Taça de Honra da AF Lisboa" en 1948 et 1949 (Entraîneur principal Cândido de Oliveira).
- Vainqueur du championnat de Lisbonne en 1948 (Entraîneur principal Cândido de Oliveira).
- Vainqueur de la "Taça de Honra da AF Lisboa" en 1950 (Entraîneur principal Sándor Peics).
- Vainqueur du Championnat du Portugal en 1951 (Entraîneur principal Randolph Galloway).
- Vainqueur de la Coupe du Portugal en 1948 (Entraîneur principal Cândido de Oliveira).

#### Avec leAcadémica de Coimbra
- Vainqueur du Championnat du Portugal de D2 en 1973.

#### Honneurs
- Finaliste de la Taça Latina en 1949 (En tant qu'adjoint de Cândido de Oliveira).
- Vice champion du Championnat du Portugal en 1950 (En tant qu'adjoint de Sándor Peics).
- Finaliste de la Coupe du Portugal en 1966 et 1969 avec le V. Setúbal[11].
- Finaliste du "Troféu Teresa Herrera" en 1965 avec le V. Setúbal.
- Prix Stromp, catégorie entraîneur professionnel, en 1970.
- Finaliste de la Coupe du Portugal en 1970 avec le Sporting Portugal
- Vice champion du Championnat du Portugal en 1971avec le Sporting Portugal